# Ahuatempan, Huatlatlauca
Ahuatempan är en ort i Mexiko.   Den ligger i kommunen Huatlatlauca och delstaten Puebla, i den sydöstra delen av landet, 140 km sydost om huvudstaden Mexico City. Ahuatempan ligger 1 612 meter över havet och antalet invånare är 293.
Terrängen runt Ahuatempan är varierad. Runt Ahuatempan är det ganska glesbefolkat, med 25 invånare per kvadratkilometer. Närmaste större samhälle är Atoyatempan, 19,3 km nordost om Ahuatempan. Omgivningarna runt Ahuatempan är en mosaik av jordbruksmark och naturlig växtlighet.